# Mont Boucherie
Le mont Boucherie est une montagne située sur la rive ouest du lac Okanagan, à West Kelowna, en Colombie-Britannique. Son sommet culmine à 758 mètres.

## Toponymie
La montagne est nommée en l'honneur d'Isadore Boucherie, un des premiers colons, agriculteur et éleveur, établi en 1888 à la fois dans le quartier de Rutland à Kelowna et sur la rive occidentale du lac, au ranch Boucherie. On trouve également les formes mont Bouchier et Bouchier Mountain. Il avait auparavant été baptisé mont Edgar par une certaine miss Allison en hommage au lieutenant-gouverneur Edgar Dewdney,.

## Géographie

### Géologie
Le mont Boucherie est constitué par les restes d'un stratovolcan érodé né il y a environ 60 millions d'années. Il est formé principalement de rhyolite et d'andésite, ainsi que de la dacite au nord-est et à l'est. Son érosion a été causée par quatre à six épisodes glaciaires.

## Histoire
Le 7 mai 1992, en début de soirée, un feu de forêt est déclenché avec des allumettes par deux garçons de 11 ans jouant à l'arrière de l'école secondaire Mount Boucherie. Une centaine de personnes est évacuée. L'incendie consume 60 hectares de forêt sur les faces nord et est de la montagne.

## Activités

### Protection environnementale
La montagne abrite le parc régional Mount Boucherie, d'une superficie de 36,4 hectares, et le parc communautaire Eain Lamont, d'une superficie de 2,5 hectares à son extrémité orientale.

### Randonnée
Plusieurs sentiers de randonnée pédestre partent du parc Eain Lamont pour en effectuer l'ascension ou le tour complet.